# Polycentropus metirensis
Polycentropus metirensis är en nattsländeart som beskrevs av Malicky 1982. Polycentropus metirensis ingår i släktet Polycentropus och familjen fångstnätnattsländor. Inga underarter finns listade i Catalogue of Life.